# Eberhard Petersen
Eberhard Petersen (* 20. Mai 1955 in Bonn) ist ein deutscher Verwaltungsjurist und war bis zum 31. Oktober 2018 Präsident des Bundeszentralamtes für Steuern.

## Ausbildung und Beruf
Nach dem Studium der Rechtswissenschaften an der Rheinischen Friedrich-Wilhelms-Universität Bonn und dem Referendariat beim Oberlandesgericht Köln arbeitete er zunächst in der Landesfinanzverwaltung im Bereich der Oberfinanzdirektion Köln.
Seit 1988 war er im Bundesministerium der Finanzen zunächst als Referent und ab 1993 als Referatsleiter in der Steuerabteilung und im Leitungsbereich des Ministeriums tätig.
Im Jahr 2008 wurde er zum Vizepräsidenten und Leiter der Querschnittsabteilung des Bundeszentralamtes für Steuern ernannt. Von April 2011 bis Oktober 2018 war er als Nachfolger von Gabriele Hahn Präsident des Bundeszentralamtes für Steuern.